# 阿加拉姆
阿加拉姆（Agaram），是印度泰米尔纳德邦Dindigul县的一个城镇。总人口12784（2001年）。

## 人口
该地2001年总人口12784人，其中男性6355人，女性6429人；0—6岁人口1426人，其中男685人，女741人；识字率58.23%，其中男性为67.68%，女性为48.89%。